# Пруд (Усвятский район)
Пруд — деревня в Усвятском районе Псковской области России. Входит в состав Усвятской волости (с 1995 года, ранее — в Усвятский сельсовет).

## География
Находится на юге региона, в северо-западной части района, в лесной местности, у р. Ловать и её притоке р. Копанка, в 11 км от райцентра и волостного центра — пгт Усвяты.
Уличная сеть не развита.

## Население
| 2001 | 2002 | 2010 |
| ---- | ---- | ---- |
| 40   | →40  | ↘26  |

Численность населения деревни по оценке на начало 2001 года составляла 40 человек.

## Инфраструктура
Личное подсобное хозяйство.

## Транспорт
Автодорога регионального значения 58К-586 «Узкое — Большой Городец — Мельны».
Проходят рейсовые автобусы Усвяты — Мельны-2, Усвяты — Чурилово.